# アメリカ軍内部における性的暴行
アメリカ軍内部における性的暴行は、現在進行中のアメリカ軍内の性的暴行や性的嫌がらせ（セクシャルハラスメント）の問題である。

## 性的暴力の定義
アメリカ合衆国陸軍学術指南による性的暴力の定義：
「性的暴力は力の行使が特徴の故意の性的接触、身体的脅威、尊厳の侵害又は被害者が同意しない若しくは同意できない状況と定義できる犯罪である。性的暴力には強姦、同意なきソドミー（オーラルセックス又はアナルセックス）、猥褻な暴行（望まない、不穏当な性的接触又は愛撫）及びこの行為を行おうとする企図がある。」
軍学校における性的嫌がらせ及び暴力に関する防衛部隊2005年版報告による定義：
「軍隊において性的暴力という用語は、強姦又はソドミーを行う意思を持って強姦、強制的なソドミー及び暴力のような暴力的な性的行為から猥褻な暴力までの全てを包含する遠大な意味合いがある。猥褻な暴力には暴力行為が含まれるとはいえ、暴力行為は犯罪の必要条件ではない。猥褻な暴力は、触れられた人の同意を伴わない単なる性的な接触となり得る。」

## 事例
公になった事件に1991年のテイルフック事件や1996年のアバディーン事件、2003年のアメリカ合衆国航空士官学校性的暴行事件がある。
これらの問題を扱うために国防総省は『国防総省性的暴行事件対応策 (Department of Defense Sexual Assault Response policy)』を発行している。2004年度の国防委任法は、アメリカ合衆国軍学校における性的嫌がらせや暴行に関する調査と報告を求めている。

### イラク戦争と女性兵士
戦闘ストレスや性的暴行が組み合わさった心的外傷後ストレス障害の重大な事例を示すイラク戦争における女性兵士の体験を扱った2007年3月のニューヨーク・タイムズに報告が載っている。VA施設を訪れたイラクやアフガニスタンから帰還した女性の15％が、軍事上の性的トラウマに侵されていた。
海外における女性兵士の性的暴行は、ドナルド・ラムズフェルド国防長官が調査を命じたイラクにおける戦争の初期の問題であり、上院で公聴会が行われた。100件を超す事件が戦争が始まってからの18か月間に報告された。軍事委員会のスーザン・コリンズ上院議員は、「女性兵士が時として敵よりも同僚からの脅威に晒される時、人民として国家として世界最大の軍備を持つ国として何と言えば良いのか」と言った。ペンタゴンは性的暴行事件の80％から90％は報告されていないと見積もっている。報告すれば起こるかも知れない影響や困惑への恐れから沈黙させている。

### 在韓米軍慰安婦問題
在韓米軍による韓国人女性への性的暴行が「在韓米軍慰安婦問題」として社会問題になってから、2011年に第8軍は大韓民国における在韓米軍兵士の性的暴行を報告する任務を負う性的暴行防止隊を創設した。

## 軍学校における性的嫌がらせ・性的暴力防止部隊
2004年9月23日、「軍学校における性的嫌がらせ・性的暴力防止部隊(The Defense Task Force Sexual Harassment and Violence at the Military Service Academies)」が創設された(以下、防止部隊)。議会では陸軍省と海軍省が陸軍士官学校や海軍兵学校における性的嫌がらせや性的暴行に効果的に対処する方法を考慮しながら査定し要請するよう部隊に指示した。部隊は4部門の軍人6人と文民6人で構成されている。

### 軍学校における性的嫌がらせ及び暴力に関する防衛部隊による報告
軍学校における性的嫌がらせ及び暴力に関する防止部隊は2005年8月25日に問題と対策を示す報告を発表した。主な調査結果は以下の通り。
機密問題と提言
新しい機密政策の承認に先立ち国防総省内で繰り広げられた議論に見られるように、機密は犠牲者と司令官双方に様々な意味合いを持つ複雑なものである。この報告書で用いられる機密とは、「性的暴行の犠牲者と任命されたケアプロバイダーやカウンセラーの間の特権的な交流」を意味している。機密は性的暴行を受けた犠牲者に対する適時で意味のある支援を行えるようにしている。しかし特権的な交流は、犠牲者でなく司令官にとって非常に重要な問題になっている。
違法行為を行った説明義務を負う者を調査し拘束するのと同じく、司令官には犠牲者に対する対応を行う重要な責任がある。司令官は特権的に報告したりカウンセリングをする経路を持たずに行う事はできない。軍の医療が性的暴力を報告する必要条件に現行の軍の規定に基づく機密の欠如に関連する問題は含まれていない。
この必要条件は犠牲者が必要な医療を受けることを躊躇わせ犠牲者が暴行を報告する可能性を減らすかも知れない。それ故に防止部隊報告では、健康問題担当者(ヘルスケアプロバイダー)や被害者の代理人に対する性的暴行の犠牲者が行う法に基づく特権的な防御を創設すべきだと要請している。この特権はヘルスケアプロバイダーや国防総省令により任命され訓練された犠牲者の代理人に拡大すべきである。
秘匿問題と潜在的被害者
2005年に刊行されたアメリカ国防総省総監察局の「軍学校における性的暴行及び指導通覧に関する報告」（2004年版の資料）では、性的暴行の被害者の大半が公表されることへの恐れから報告していないと述べた。
防止部隊報告は、潜在的な被害者を含めた支援や報告の道筋の使用を最大化するよう要請している。被害者支援のアプローチを最大化することで、被害実態の公表が選択肢となり、支援やケアを受ける機会を拡大し、詳しい情報に基づく決定を行う手助けとなる。軍学校は新たな国防総省性的暴行対応策と議定書を施行する計画を策定し、法令に従って軍学校に計画を送るべきであるし、また、様々な報告源(情報源）に基づき学生を含む全教職員に対する訓練を行うべきである。また、犠牲者が連邦法が認める権利について知ることを保証すべきである。
加害者の責任
軍学校では過去10年間に得られる記録により、容疑者が矛盾のない場合や事実上犯罪を裁く制度を通じてどのように責任を問われなかったかを長期間熟考している。過去2年間は軍事法廷を通じて性的暴力の加害者に対する努力や限定的な成功を見ている。
防止部隊では、現在、問題が改善されていることに気付いているが、強姦や性的暴行に対する責任追及への主要な障害物は、弾力的ではあるが現行の法令が広く軍学校や社会で対峙する性犯罪行動の十分な範囲を表していないことである。よって、防止部隊報告では、議会が性的な違法行為の十分な範囲を明確かつ総合的に示す現行の性的な犯罪行為に関する法令を改正するよう要請する。さらに、裁判前の捜査を容易にするために部隊では犠牲者や容疑者の個人情報を保護する訴訟手続きをやめさせることを司令官に認めるUCMJ第32条の修正を要請している。
訓練と教育
軍学校では性的嫌がらせと性的暴行に関する訓練と教育課程を開発して相当な努力をしている。しかし、現行の教育課程においては、幹部候補生に対する指導者に頼り過ぎで、わずかな教育日程で主要な概念を伝えるには非効率的である。また、学部や職員らは、性的嫌がらせや性的暴行問題に関して不十分な訓練しか受けていない。
防止部隊では性的嫌がらせや性的暴力を扱う教室は成績を付け、通常の授業時間に処理し、訓練された職員に授業を任せ、様々な教授法を組み込むよう要請する。
防止策
軍学校では性的嫌がらせと性的暴行防止計画の施行と運営は、断片的で不十分である。広範な意見と社会的な標準を変更するためにも、軍学校が毎年査定し改良される組織的な性的嫌がらせと性的暴行防止計画を策定するよう要請する。また、防止部隊では各部隊付きの下士官や指導的な応募兵が性的嫌がらせや性的暴行の防止についてあまり役立っていないことに気付いている。上級の下士官や上級の応募兵の職務は、明確に定義される必要があり、特に夕方や週末において幹部候補生との更に直接的な相互作用と関わりを持つ必要がある。
軍部と文民間の調整
文民が長年の経験から性的暴行改革について学んだことは、永続的な解決は社会における解決でなければならないということである。
防止部隊では軍学校が条例の施行や被害者支援部門との公的な関係を制限しているため、軍学校が性的暴行の被害者支援を担当する文民当局との共同関係を構築するよう国防総省の政策に従うよう要請している。非公式な関係が相応しい所では、軍学校は考証を通じてこの関係を支持し有効にすべきである。
結び
軍学校の記録は、国防総省の記録のように多くは、性的嫌がらせや性的暴行を削除する孤立した不完全な企図の一つである。海軍兵学校と陸軍士官学校両校は、数年以上にわたりこの問題に対処する状態にある。

## 国防総省に対する訴訟
2011年2月、アメリカ合衆国の復員兵17名が強姦が不平等に報告され処罰される軍における文化を許容したと主張してペンタゴンやロバート・ゲーツ国防総省長官、前任のドナルド・ラムズフェルド長官を相手取って訴訟を起こした。原告の事件には被害者が性的暴行を報告した後にその強姦者と働くことを強要された事件が数件あった。部隊指揮官が軍内部の強姦事件に対して強い影響力を行使する場合も少なくなく、5分の1未満が起訴されている。この事件はパッショネイト・アイで引用されている。

## 国防総省による捜査

### 2010年国防総省性的暴行防止・対応局調査
2010年、国防総省性的暴行防止・対応局によると3158件の軍隊における性的暴行事件が報告されているが、ペンタゴンの統計では表面化したのは実際にこの年に起きた約19000件の内の13.5％に過ぎないとしている。この時期に575件しか取り上げられていない。取り上げられた事件の内96件しか軍法会議に送られていない。別の調査ではアメリカ合衆国空軍の女性5人に一人と男性15人に一人しか同僚に性的暴行を受けたと報告していないことが分かっている。
2010年度から2011年度にかけてアメリカ合衆国の3つの軍学校で性的暴行の報告事例が増加した。報告の増加は、暴行事件を報告しようとする意志が高まったことと考えられ、これは国防総省の目的の一つとされている。
また2011年のニューズウィークは、アメリカ軍内の女性は戦闘で殺されるよりも同僚の男性将兵に性的暴行を受ける危険性の方が高い、と報じた。

### 2013年の国防総省調査
2013年の国防総省調査ではアメリカ軍内部における一年間あたりの暴行事件は約19,000件と見積もっているが、捜査対象になったのは1,108名であり、そのうち575件に対して捜査を行い、96件が軍法会議にかけられた。
国防総省の別の調査では、アメリカ空軍では同僚により性的暴行を受けた女性のうち20％未満しか事件があったことを明らかにしておらず、男性の場合にいたっては15人に1人しか明らかにしていないとしている。

## 2013年の状況

### 性的暴行犯人の減刑事件
2013年、性的暴行事件で軍法会議から有罪判決を受けた男性将校2名が、第3空軍のクレイグ・フランクリン将軍と、空軍で宇宙部門を統括する第14空軍のスーザン・J・ヘルムズ将軍により説明もなく減刑された。この減刑事件は性的暴行殴打事件で空軍の性的暴行防止計画担当将校ジェフリー・クルシンスキ空軍中佐の逮捕で2013年5月に公になった。
米軍内部における性的暴行事件は、オバマ大統領やチャック・ヘーゲル国防長官の新たな鋭い関心を抱かせることになった。この事件や問題に関する議会の関心は、この問題について証言するジェームズ・F・アモス海兵隊将軍やマーク・ウェルシュ空軍将軍、マイケル・ブルース・ドンリー空軍省長官に向けられた。
2013年5月の次の週にテキサス州のフォート・フッドやテネシー州のフォート・キャンベルでそれぞれ活動に対して懲戒処分を受けた性的暴行防止に責任のある軍人の二人の例とともに陸軍将軍であるマーティン・デンプシーアメリカ統合参謀本部議長の「我々はこの問題を解決できることを証明できる女性の信頼を失おうとしている・・・このことは危機である」との言葉が引用された。ヘーゲル長官は「性的暴行を防止し犠牲者を補助する担当のアメリカ合衆国軍人の再訓練と再検定」を命じた。

### 軍の信頼回復法
2013年5月15日、「軍の信頼回復法(Military Justice Improvement Act)」が公布された。この法律では「司令を行う将校ではなく訓練された軍の検察官がこの法律により上院と下院の議員少なくとも16名からなる組織により性的暴行事件が審理されるべきか判断することになると示している」。司令官は性的暴行事件で有罪とされた者の判決を破棄したり減刑することはできないとも規定された。
法案提案者はキアステン・ジリブランド（民主党・ニューヨーク州）上院議員、スーザン・コリンズ（共和党・メイン州）上院議員であり、共同提案者としてアル・フランケン（民主党・ミネソタ州）上院議員も名を連ねた。共同提案者のカーステン・シネマ（民主党・アリゾナ州第9選挙区）下院議員は、嘗て強姦危機評議員であり「何かが機能していないことは明らかだ」と述べた。

## 映画
- 見えざる戦争（2012年の映画）（英語版）

## 参照
この記事にはパブリックドメインである、アメリカ合衆国連邦政府が作成した次の文書本文を含む。軍学校における性的嫌がらせ及び暴力に関する防衛部隊報告 (PDF). アメリカ合衆国国防総省. 2011年3月10日閲覧.
1. ↑  Army Study Guide: "Army Sexual Assault Prevention and Response Program" retrieved June 4, 2013
2. 1 2  Report of the Defense Task Force on Sexual Harassment and Violence at the Military Service Academies
3. ↑  2007年3月18日のニューヨーク・タイムズ誌のサラ・コーベットの記事「女性の戦争」
4. ↑  "Female Soldiers Raise Alarm on Sexual Assaults" article by Kimberly Hefling msnbc.com
5. ↑  "Sexual Assault in the Military" article written March 9, 2004 msnbc.com
6. ↑  "Sexual Assaults on Female Soldiers: Don't Ask, Don't Tell" article written March 8, 2010 in Time Magazine time.com
7. ↑  Rowland, Ashley (2013年5月21日). “Report underscores Army's ineffectiveness to prevent sexual assaults in Korea”. 星条旗 2013年5月21日閲覧。
8. ↑  2004年の国防委任法（法108-136）第526節の規定により
9. ↑  Parker, Ashley (15 Feb. 2011). Lawsuit Says Military Is Rife With Sexual Abuse. New York Times. Retrieved 16 March 2011.
10. ↑  Hefling, Kimberly (16 Feb. 2011). U.S. Veterans Say Military is Mishandling Rape Case. The Day.
11. ↑  Judge Dismisses ‘Epidemic’ of Rape in Military Case - The Daily Beast
12. 1 2  Sexual Violence Victims Say Military Justice System Is 'Broken' : NPR
13. 1 2  Ellison, Jesse (2011年4月3日). “The Military's Secret Shame”. Newsweek 2011年4月11日閲覧。
14. ↑  “Department of Defense Annual Report on Sexual Harassment and Violence at the Military Service Academies Academic Program Year 2010-2011: Report to the Committee on Armed Services of the Senate and the Committee on Armed Services of the House of Representatives”.   United States Department of Defense (2011年10月21日). 2011年12月27日閲覧。 “The 65 reports represent an increase from the 41 reports made in APY 09-10. The Department does not have the ability to conclusively identify the reasons for this increase in reporting behavior. However, in prior years’ assessments, the Department identified steps the academies could take to encourage more victims to report. Some of the increased reporting of sexual assault may be attributed to these efforts as well as many other factors.”
15. ↑  Air Force general’s reversal of pilot’s conviction for sexual assault angers lawmakers - Washington Post
16. ↑  General’s promotion blocked over her dismissal of sex-assault verdict - The Washington Post
17. ↑  Dowd, Maureen, "America’s Military Injustice", New York Times, May 7, 2013. Retrieved 2013-05-09.
18. ↑  Davidson, Amy, "Military Sexual Assault: Shame Isn’t Enough", The New Yorker Close Read blog, May 8, 2013. Retrieved 2013-05-09.
19. 1 2  Zengerle, Patricia, "Top U.S. general warns of sexual assault 'crisis,' meets Obama", Reuters(ロイター通信), May 16, 2013. Retrieved 2013-05-18.
20. ↑  policymic,
21. ↑  Bringing Justice to Victims of Sexual Assault in the Military,Huffingtonpost,05/17/2013
22. ↑  "Gillibrand, Collins, Boxer, Johanns, Benishek, Gabbard, Begich, Blumenthal, Coons, Franken, Hirono, Mikulski, Pryor, Schatz, Shaheen, Rockefeller, Hanna, Sinema, Joined by Service Members Victimized by Sexual Assault in Announcing Bicameral Legislation Reforming Military Justice System", search result at gillibrand.com. Search was for first eight names in headline. Link to actual press release was dead. Retrieved May 18, 2013.
23. ↑  MNCentral, "Franken Co-Sponsors Military Justice Improvement Act; Will Kline Call It a Knee-Jerk Reaction", MN Political Roundtable, May 17, 2013. Retrieved May 18, 2013.